# Lambert Nolle
Lambert Nolle OSB (* 28. April 1864 in Frohnstetten als Josef Nolle; † 23. April 1950 in Weingarten) war ein deutscher Lehrer, Priester und Benediktinermönch.

## Leben
Josef Nolle wurde 1864 als Sohn eines Landwirts und Bäckereiladeninhabers in Frohnstetten in Baden-Württemberg geboren. Der begabte Junge wurde bereits mit fünf Jahren vorzeitig eingeschult. Im Alter von 14 Jahren begann er mit den Vorbereitungen auf das Lehrerseminar. Nach erfolgreicher Aufnahmeprüfung wurde er zunächst als Hilfslehrer in Killer bei Hechingen eingesetzt. Von 1882 bis 1885 absolvierte er dann das Lehrerseminar in Boppard, um anschließend seine erste Stelle in Bäratal anzutreten.
Seine zweite Stelle in Beuron mit Organistendienst in der Pfarr- und Klosterkirche sowie im Kloster brachte ihn in engen Kontakt mit den dortigen Benediktinern. Er nahm ab 1886 Lateinunterricht, später ergänzt durch Altgriechisch. Schließlich fasste Nolle den Entschluss, dem Orden beizutreten. Am 17. November 1890 legte er die Profess ab und erhielt den Ordensnamen Lambert.
1891 wurde Lambert Nolle in das Kloster Erdington bei Birmingham entsandt, wo er neben der englischen Sprache auch Philosophie und Kirchengeschichte studierte. Das Studium der Dogmatik und Moral schloss sich an. Am 15. Juli 1894 wurde er zum Priester geweiht. Neben seiner seelsorgerischen Tätigkeit in der Pfarrei Erdington war Nolle Lektor am Priesterseminar für die Fächer Katechetik und Liturgik und von 1905 bis 1912 Subprior der Abtei Erdington.
Nach Kriegsende 1922 musste er mit den ausgewiesenen deutschen Mönchen das Vereinigte Königreich verlassen und kam nach Weingarten, wo die Mönche die Gebäude der 1803 säkularisierten Reichsabtei Weingarten übernahmen und die Abtei Weingarten gründeten. Von 1922 bis 1928 lehrte Lambert Nolle am Patriarchalseminar in Jerusalem, wo er zum Vizerektor bestellt war, als Professor Philosophie und Dogmatik.
Ab 1930 wandte sich Nolle, wieder nach England zurückgekehrt, der Schulpädagogik zu und wurde Religionslehrer und Kaplan an einer Sonderschule. Nach dem Krieg kam er über Rom nach Weingarten zurück, wo er seine letzten Lebensjahre verbrachte und sich vor allem Übersetzungen aus dem Englischen widmete. Lambert Nolle starb wenige Tage vor Vollendung seines 86. Lebensjahres.
Lambert Nolle veröffentlichte eine große Zahl wissenschaftlicher Werke, insbesondere zur Bibelwissenschaft, Katechese und Liturgik.
Seine Heimatgemeinde ehrte ihn durch die Benennung der Lambert-Nolle-Straße in Frohnstetten.